# 贝纳劳里亚
贝纳劳里亚，是西班牙安达卢西亚自治区马拉加省的一个市镇。 总面积20平方公里，总人口508人（2001年），人口密度25人/平方公里。